# Georges Wambst
Georges Wambst (n. 21 iulie 1902, Lunéville, Lorraine⁠(d), Franța – d. 1 august 1988, Antibes, Provence-Alpes-Côte d'Azur, Franța) a fost un ciclist francez, medaliat olimpic. A participat la o ediție a Jocurilor Olimpice (1924) în care a câștigat o medalie de aur.

## Participări
Lista de mai jos prezintă principalele competiții la care a participat Georges Wambst de-a lungul carierei.
- cyclisme aux Jeux olympiques d'été de 1924 – course sur route par équipe hommes[*]